# Раменский (Кировская область)
 Раменский  — поселок в Кирово-Чепецком районе Кировской области в составе Бурмакинского сельского поселения.

## География
Расположена на расстоянии примерно 5 км на запад по прямой от центра поселения села Бурмакино на правом берегу реки Быстрица.

## История
Известен с 1978 года, в 1989 38 жителей.

## Население
Постоянное население составляло 16 человек (русские 100%) в 2002 году, 10 в 2010.